# Johannes Singhammer
Johannes Singhammer (ur. 9 maja 1953 w Monachium) – niemiecki polityk i adwokat, działacz Unii Chrześcijańsko-Społecznej (CSU), w latach 1994–2017 deputowany do Bundestagu, w latach 2013–2017 jego wiceprzewodniczący.

## Życiorys
W latach 1999–2003 pełnił funkcję przewodniczącego struktur CSU w Monachium. Od 2004 do 2007 był przewodniczącym, a następnie do 2009 członkiem rady doradczej przy Federalnej Agencji Sieci ds. Energii Elektrycznej, Gazu, Telekomunikacji, Poczty i Kolei.
W 1994 po raz pierwszy uzyskał mandat posła do Bundestagu. Z powodzeniem ubiegał się o reelekcję w 1998, 2002, 2005, 2009 i 2013. W latach 1994–1998 był członkiem, a pod koniec kadencji także przewodniczącym Komisji ds. Dzieci. W latach 1998–2002 kierował grupą roboczą ds. pracy, polityki społecznej, zdrowia, rodziny, seniorów, kobiet i młodzieży w ramach grupy krajowej CSU. Następnie, w latach 2002–2005, był rzecznikiem CSU ds. polityki gospodarczej i rynku pracy. Od 2005 do 2009 przewodniczył grupie roboczej CDU/CSU ds. rodziny, seniorów, kobiet i młodzieży. W 2009 objął funkcję wiceprzewodniczącego frakcji CDU/CSU w Bundestagu, odpowiedzialnego za obszary zdrowia, żywności, rolnictwa i ochrony konsumentów. W latach 2013–2017 pełnił urząd wiceprzewodniczącego Bundestagu.